# Stanine
 (janvier 2020).
Si vous disposez d'ouvrages ou d'articles de référence ou si vous connaissez des sites web de qualité traitant du thème abordé ici, merci de compléter l'article en donnant les références utiles à sa vérifiabilité et en les liant à la section « Notes et références ».
 (janvier 2020).
Stanine (STAndard NINE) est une méthode de classement utilisée dans plusieurs examens et concours. Lorsque le nombre de candidats est important, les résultats sont généralement distribués sous forme d'une distribution gaussienne. Stanine permet de diviser la distribution de candidats en neuf intervalles, des « classes » permettant ainsi un rendu de la position de chaque candidat au sein de la distribution. Par exemple, un candidat ayant obtenu une classe 9 à un examen donné pourra en déduire qu'il se situe parmi les 4 % des candidats ayant le mieux réussi le dit examen.

## Méthode de calcul
La gaussienne est ainsi divisée comme suit : la classe 5 correspond à une position moyenne, elle contient 20 % des valeurs de la distribution, pour les classes 4 et 6, l'intervalle est d'une largeur de 17 %, on passe ensuite à 12, puis 7 et enfin 4 % pour les classes 1 (pires) et 9 (meilleurs).
| Classe                    | 1 | 2 | 3  | 4  | 5  | 6  | 7  | 8 | 9 |
| Largeur de la classe en % | 4 | 7 | 12 | 17 | 20 | 17 | 12 | 7 | 4 |